# Радошівка (Кременецький район)

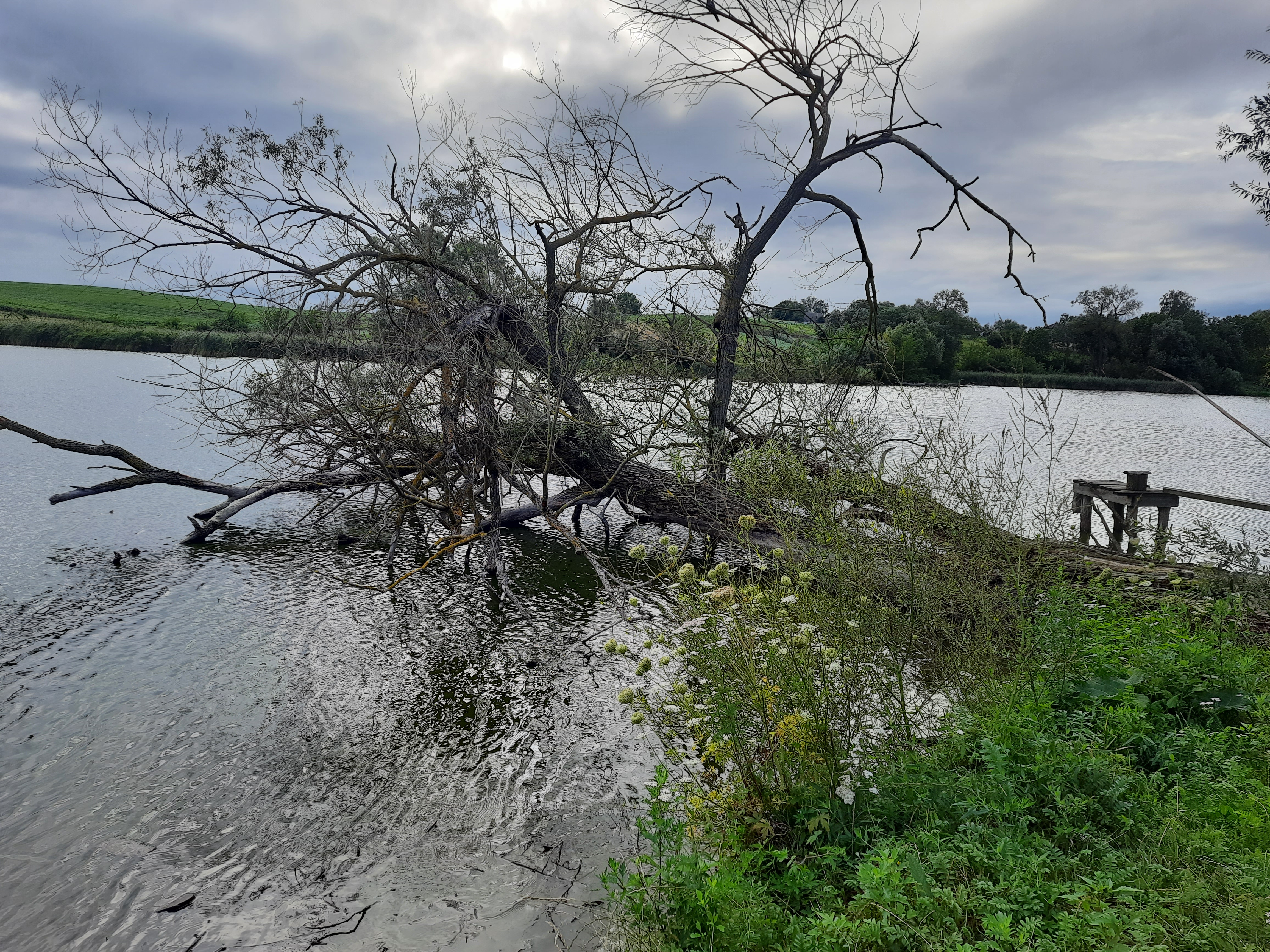
Став біля села

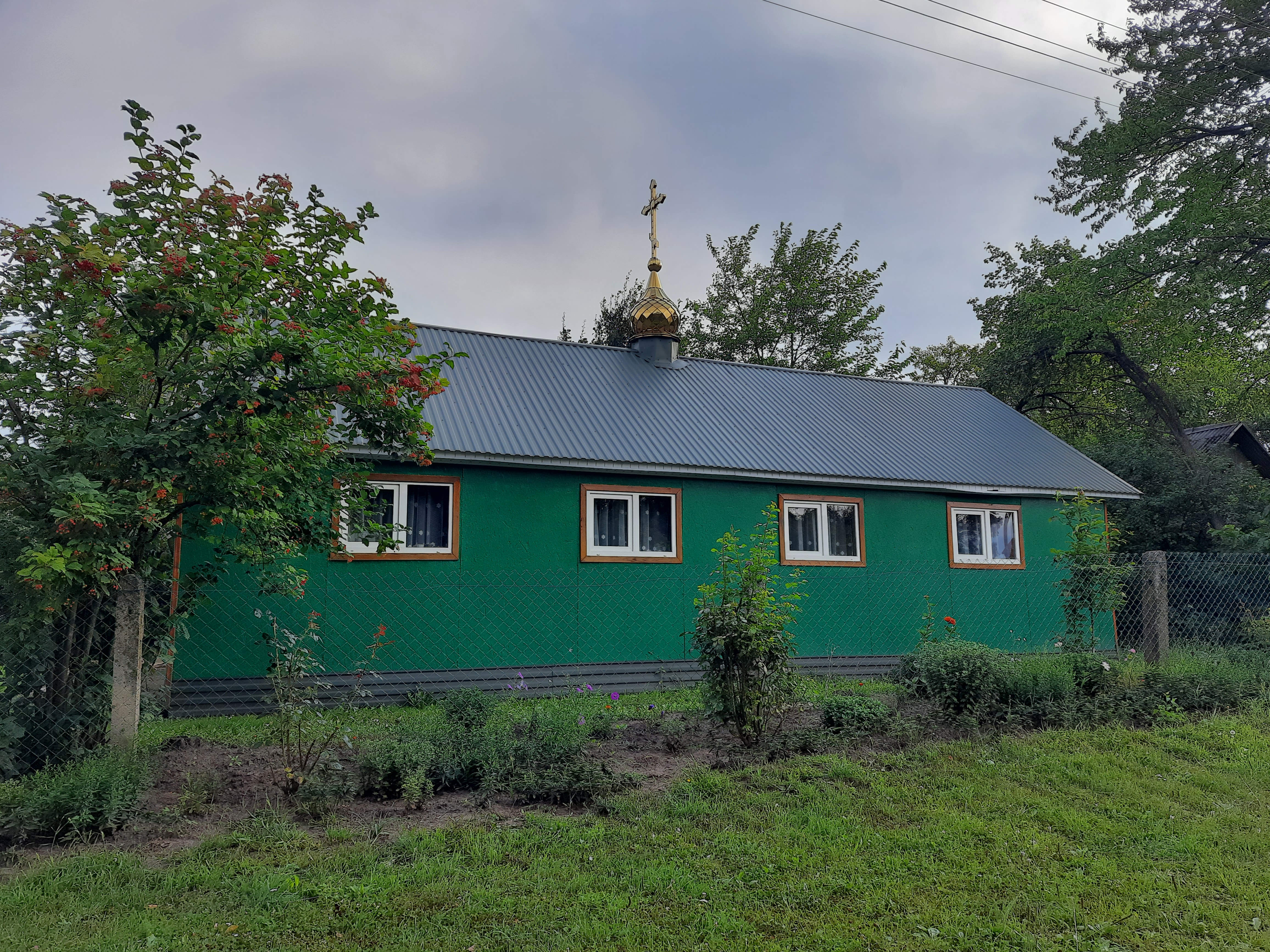
Церква УПЦ

Радоші́вка — село в Україні, у Великодедеркальській сільській громаді Кременецького району Тернопільської області.  До 2015 року адміністративний центр Радошівської сільської ради. Від вересня 2015 року ввійшло у склад Великодедеркальської сільської громади.При Радошівці є хутори Козятин (6 дворів) і Пасіка (5 дворів). хутір Підліс виведений із облікових даних. Розташоване на сході району за 25 км від міста Шумська і 13 км від найближчої залізничної ст. Лепесівка.
Населення — 382 особи (2007).
Сторінка села в Фейсбуці.

## Географія
Селом тече річка Безіменна.

## Населення

### Мова
Розподіл населення за рідною мовою за даними перепису 2001 року:
| Мова       | Кількість | Відсоток |
| ---------- | --------- | -------- |
| українська | 423       | 98.83%   |
| російська  | 5         | 1.17%    |
| Усього     | 428       | 100%     |

## Історія

Радошівка на карті Кременецького повіту Волинської губернії 1893 р.

Поблизу Радошівки виявлено археологічні пам'ятки трипільської культури.
Перша писемна згадка — 1520.
Діяли «Просвіта», «Сільський господар» та інші товариства.
Радошівка є на Військовому атласі Австро-Угорщини (1916 рік). 
На 1936 рік село входило до ґміни Дедеркали Кременецького повіту.  
2 Світова Війна в Радошівку прийшла ще в 1939 році, з моменту нападу СРСР на Польщу і приєднання областей західної України - де тоді знаходилось село, до Радянського Союзу. 
Наступний етап - 1941 рік. Одразу через кілька днів після нараду Гітлера на СРСР в Радошівці мобілізували 3 (трьох) чоловіків на "трудовий фронт" - бо на звичайний фронт не брали: через знаходження довгий час під Польщею жителі західної України вважались совєтами "неблагонадійними". З цих трьох радошівлян один втік при пересилці, двоє інших працювали на оборонних заводах на Уралі і повернулись з глибоко підірваним здоров'ям в село аж в 1948 році, коли війна давно закінчилась.
Чергова трагічна дата - 1944 рік. Тоді СРСР уже гнав гітлерівців назад в Німеччину, і коли радянська влада повернулась в Радошівку, то мобілізувала на фронт майже всіх здорових чоловіків- при чому брали навіть 16 річних. І відправляли їх одразу в бій - ненавчених і необстріляних. Так на фронті загинуло до 100 чоловіків Радошівки (точне число потребує уточнення).
Один з солдат з Радошівки вижив тільки тому, що був поранений - на нього зверху впав мертвий солдат і розстрільна команда гітлерівців, коли добивала поранених, просто не помітила його.
У березні 1944 через Радошівку проходили партизанські з'єднання С. Ковпака.
21 січня 2019 року парафія Святої Великомучениці Параскеви УПЦ МП перейшла до єдиної Помісної Церкви.
12 червня 2020 року, відповідно до розпорядження Кабінету Міністрів України № 724-р «Про визначення адміністративних центрів та затвердження територій територіальних громад Тернопільської області» увійшло до складу Великодедеркальської сільської громади.
19 липня 2020 року, в результаті адміністративно-територіальної реформи та ліквідації Шумського району, село увійшло до складу Кременецького району.

## Пам'ятки
Є церква святої Параскевії (1777, дерев'яна). Відео про неї можна переглянути ТУТ

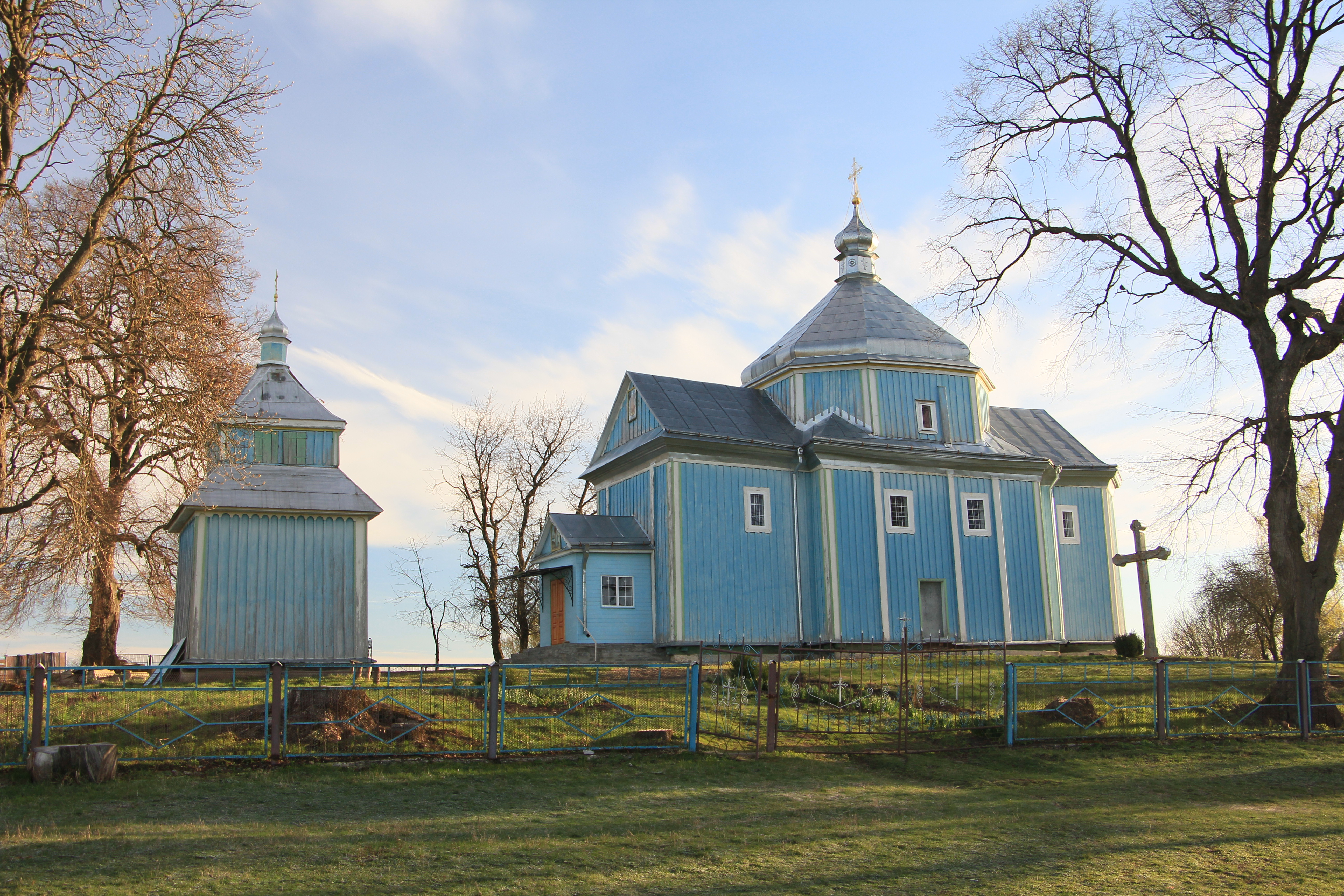
Дерев'яна церква
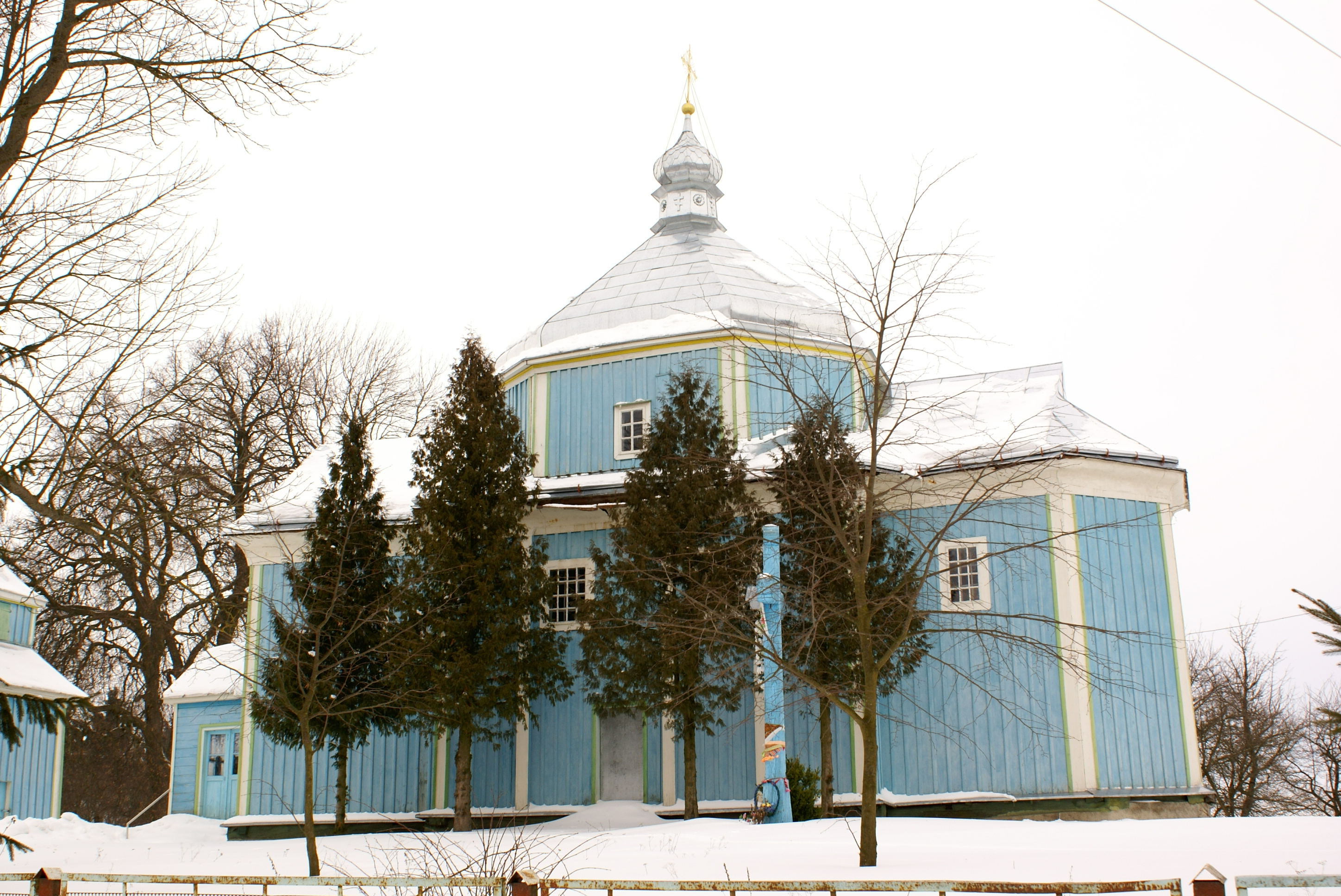
Загальний вигляд церкви
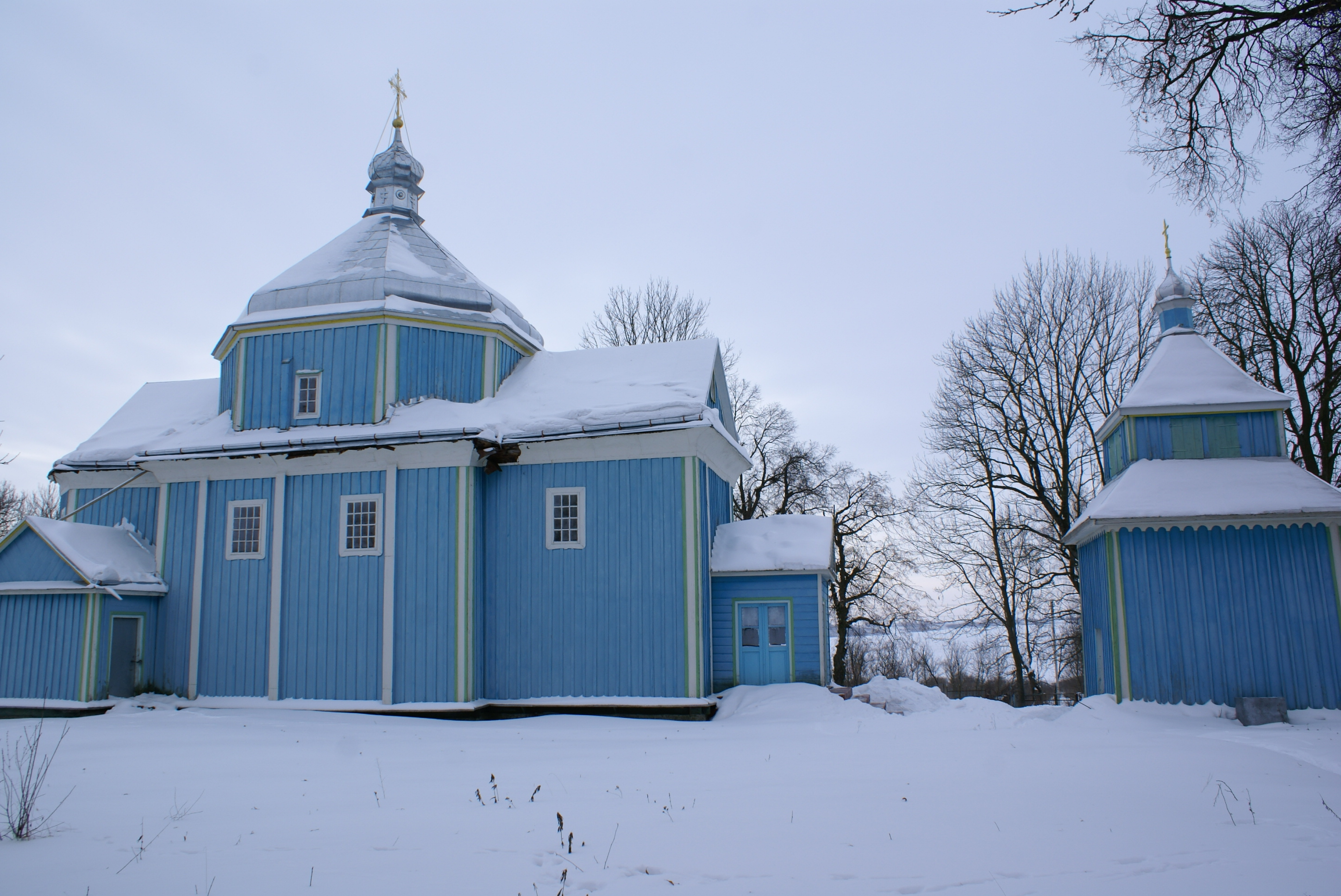
Загальний вигляд церкви
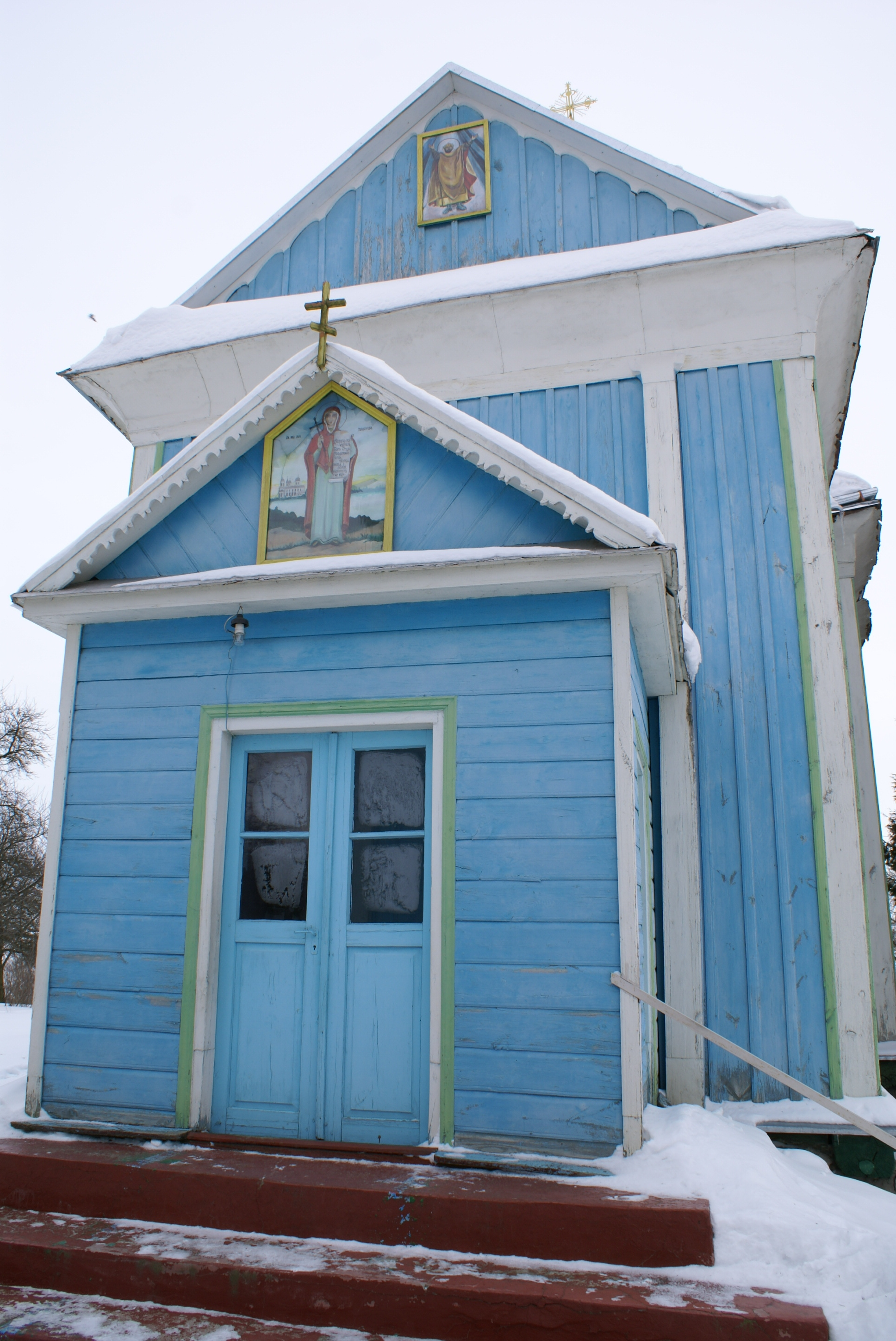
Вхід
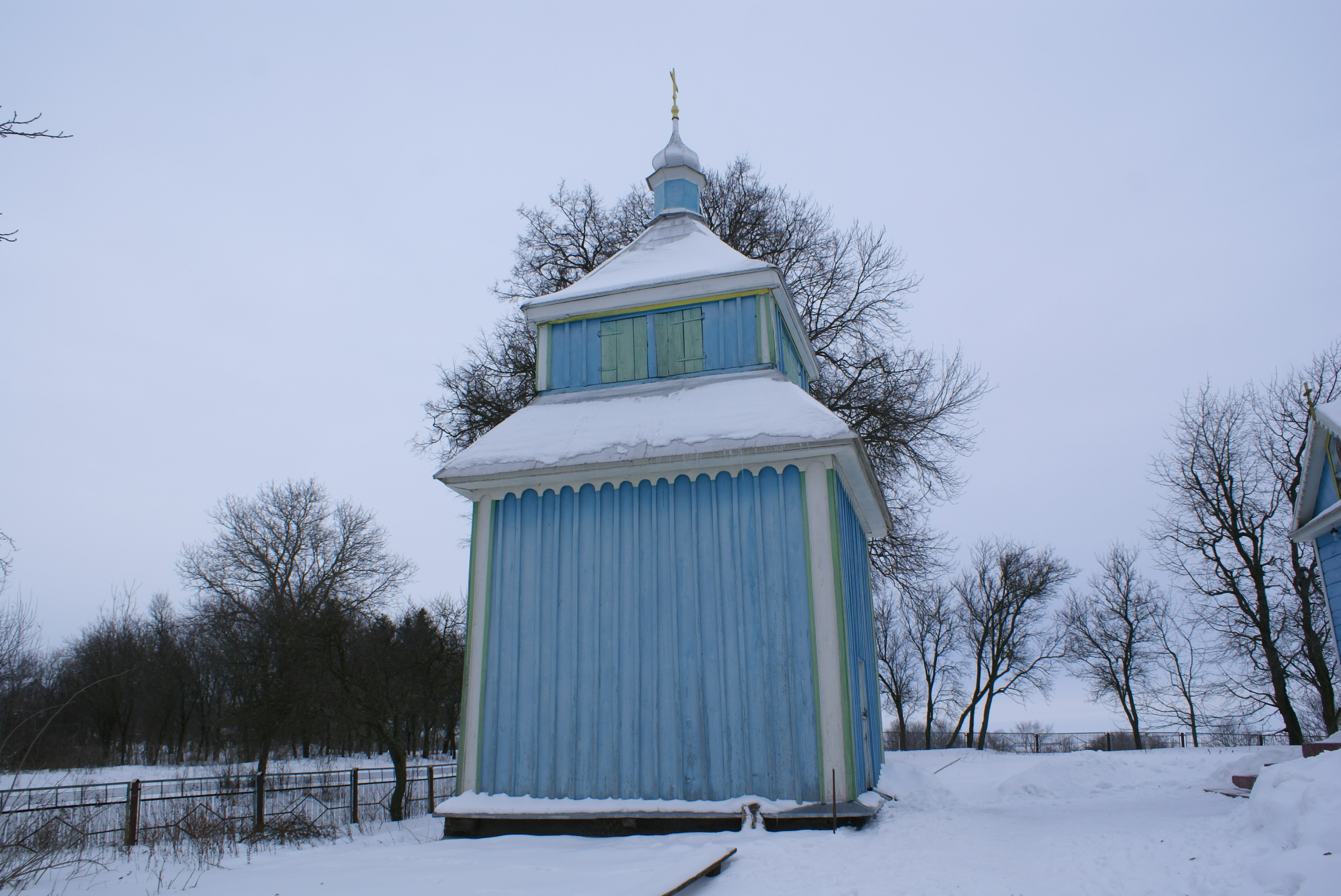
Дзвіниця

Споруджено пам'ятник воїнам-односельцям, полеглим у німецько-радянській війні (1971). 

## Соціальна сфера

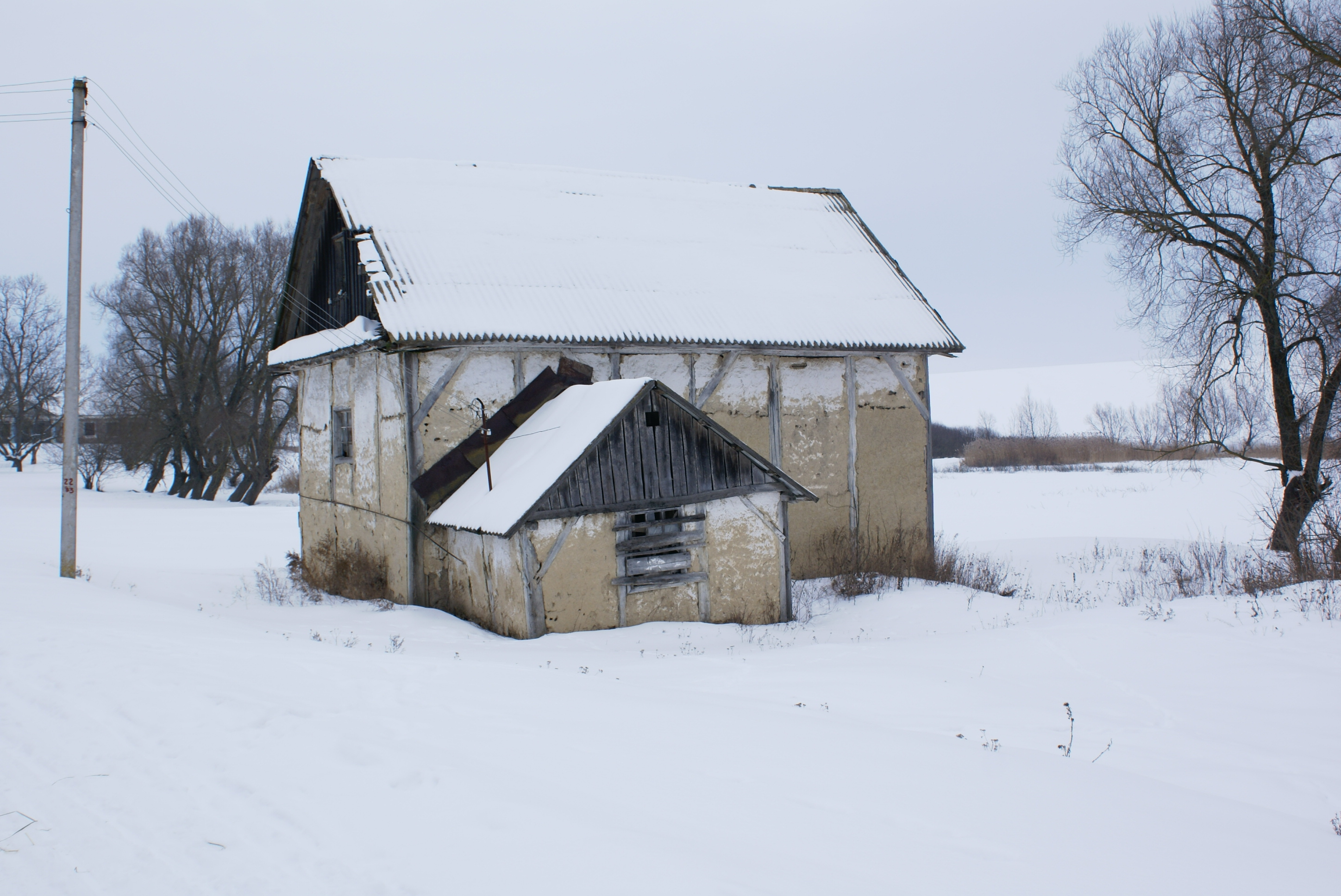
Млин

Працюють загальноосвітня школа І ступеня, клуб, бібліотека, торговельний заклад, ФАП.

Школа, бібліотека (2 поверх), клуб (1 поверх)
Школа, бібліотека (2 поверх), клуб (1 поверх) — вид збоку
Магазин

Школа та клуб раніше знаходились в іншому будинку:

Загальний виглядЗагальний вигляд
Школа
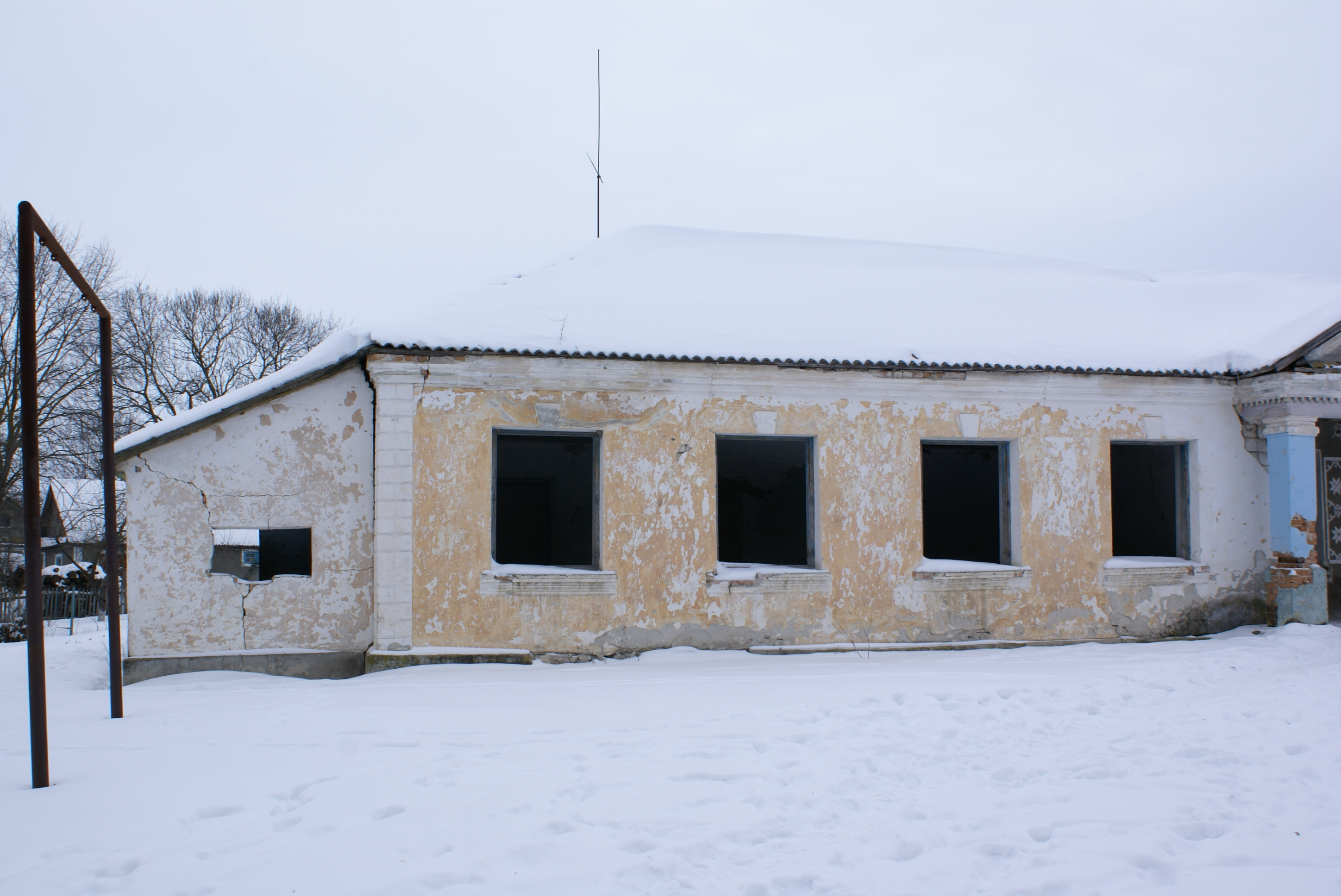
Клуб. Вид збоку
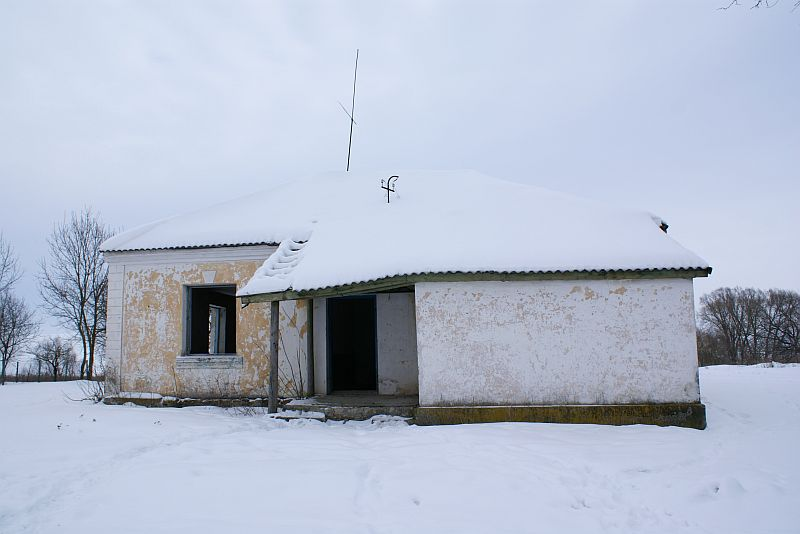
Клуб. Вхід

Раніше також працював млин.
- Млин

## Відомі люди

### Народилися
- Онисим Радишевський (близько 1560 — близько 1631) — друкар, автор військової книги, фортифікатор та винахідник.
- Баран Григорій Якович (псевдонім — Радошівський; 1930—2013) — український поет, журналіст, громадський діяч.
- Марчук Сергій — учасник російсько-української війни (1967-2022) — український військовик, учасник російсько-української війни [6]